# Frankische verovering van de Nederlanden
De Frankische verovering van de Nederlanden begon met het oversteken van de Rijn door Franken die het Romeinse Rijk binnendrongen. Tegen de 7e eeuw hadden zij zich tot in het zuiden verspreid en definitief hun Frankische Rijk gevestigd.

## Beginsituatie
Aan het einde van de eerste eeuw v.Chr. hadden de Bataven zich gevestigd op de eilanden en broeken aan de mondingen van de Rijn, terwijl Schelde- en Maasbekken werden ingenomen door de Morienen in Vlaanderen (die eind 4e eeuw nog heidens waren), de Menapiërs en Nerviërs in Brabant en Henegouwen, de Eburonen in  het huidige Kempen en Limburg, de Aduatieken, Condruzen, Cerezen, Pemanen en Trevieren in de Ardennen. Tijdens de Gallische Oorlog (58 – 51 v.Chr.) werd het gebied ten zuiden van de Rijn door de Romeinse Republiek veroverd en geannexeerd als de Romeinse provincie Gallia Belgica, waarvan in 90 n.Chr. Germania Inferior en Germania Superior werden afgesplitst. Het is niet helemaal duidelijk tot welke taalfamilies de stammen in dit Belgica behoorden; het merendeel was volgens de Romeinen Keltisch, maar sommigen Germaans (de zogeheten Germani cisrhenani). De Romeinse overheersing zou stammen van beide taalgroepen blootstellen aan verregaande romanisering, met name door de komst van het christendom, dat pas vanaf het midden van de 4e eeuw met zekerheid in de Lage Landen kan worden aangetroffen door de stichting van het bisdom Tongeren.

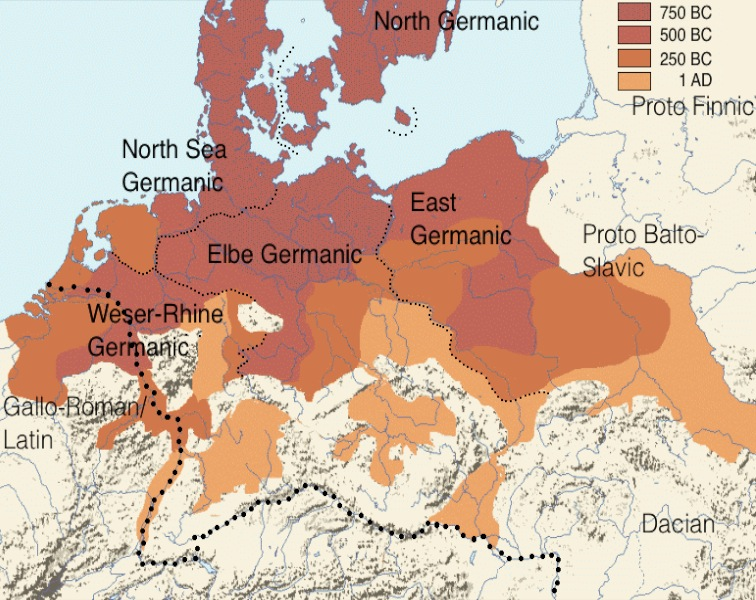
Verspreiding van de vijf Germaanse hoofdgroepen in de 1e eeuw na Chr.

De germanisering van de Lage Landen heeft zich volgens Henri Pirenne (1902) waarschijnlijk reeds voor de 3e eeuw langzaamaan ingezet, toen veel Germanen de Rijn overstaken om dienst te nemen in de grenslegioenen of zich als landbouwers vestigden.

## Salische en Ripuarische Franken
Vanuit het oosten waren al tijdens de Crisis van de derde eeuw (235-284) Germaanse stammen de Rijn overgestoken. Dit waren de Salische Franken en de Ripuariërs. De Ripuariërs (van 'ripa', "rivieroever" in het Latijn) bevolkten aanvankelijk met toelating van de Romeinen de linkeroevers van de Rijn, waar zij als een buffer tegen andere Germaanse stammen dienden. De Salische Franken sloten in 358 een verbond met de Romeinen, en mochten zich als foederati in de noordelijkste gebieden van Gallia Belgica tussen Rijn en Waal vestigen. Zij vormden aldus voor de Keltoromanen een buffer tegen de noordelijke Friezen. De meeste Kelten gingen reeds vroeg in de Romeinse periode zich zuidelijker in de Lage Landen vestigen, toen het noorden van Gallië voortdurend door de oorlogen werd geteisterd en de landbouw en de Keltische vestigingsplaatsen er grotendeels vernield raakten. Zij hadden zich veilig teruggetrokken achter het Carbonaria silva terwijl hun gebied in het oosten door het Ardeense woud van de Germanen werd gescheiden.

## Ontvolking van de zuidelijke Nederlanden
In de derde eeuw trof men weerskanten van de Via Belgica een geromaniseerde Keltische bevolking aan met dezelfde taal en zeden. Tijdens de crisis van de derde eeuw ontstond van 260 tot 274 het Gallische keizerrijk. Met veel moeite kon keizer Aurelianus het Romeinse gezag herstellen, Restitutor Orbis. Niettemin trokken horden Franken en Alemannen de provinciën binnen. Langs de zee trokken Franken en Saksen op strooptocht in het gebied van Morienen en Menapiërs en begonnen ze zich daar te vestigen. Dichte groepen Germanen kwamen zich daarna aan de kust vestigen, wat in de Vlaamse gewesten met de ontvolking van Keltoromanen gepaard ging. Carausius, die het toezicht had op de regio, werd beticht van hand-en-spandiensten. Hij kwam in opstand en riep zichzelf tot keizer uit (286-293). De Salische Franken maakten zich meester van het eiland der Bataven en bedreigden de Nederlanden ten zuiden van de Rijn, zoals de Ripuariërs ze langs het oosten bedreigden. Keizer Diocletianus hervormde omstreeks 290 het rijk en de Lage Landen werden deel van de pretoriaanse prefectuur van Gallië en het Romeins diocees Gallië.
Begin vierde eeuw was de Rijnbocht tussen Keulen en de Noordzee onophoudelijk het strijdperk tussen Franken en Romeinen geworden. De streek ten noorden van de Ardennen en Henegouwen werd in een desolaat landschap herschapen. Toen in 358 keizer Julianus Apostata de Salische Franken overwon, stond deze hen toe zich als foederati in het onvruchtbare en verlaten Toxandrië te vestigen.

## Franken, Friezen en Saksen
In het hoge noorden van de Lage Landen hadden zich heel vroeg reeds de Friezen en Saksen gevestigd, twee verzamelnamen van volksstammen die meestal samen worden genoemd. De Romeinen spreken van Frisii majores en minores, van Frisii en Frisiavones. Deze Friezen maakten deel uit van de Noordzeegermanen (Ingvaeones) en zouden voornamelijk van over zee uit Denemarken afkomstig zijn, die geleidelijk langsheen de ganse westkust van de Lage Landen doordrongen. De drie volken samen, Friezen, Saksen en Franken, maakten in de noordelijke Lage Landen het gros van de bevolking uit, terwijl in Vlaanderen en Brabant de Germanen zich met Kelten vermengden en de voormalige concentratie Kelten zich voornamelijk in het zuiden bevond, in de Ardennen waren dat de Belgoromanen.

De Franken tussen 400 en 440. Het grijze gebied duidt het oude Gallië aan, de gekleurde zones geven de expansieneiging van beide volken aan.

Lokalisering van de Ripuarische Franken in de tweede helft van de 5e eeuw (post-Romeins en pre-Merovingisch) waarna de Franken hun gebied naar het zuiden uitbreidden

Nadat de Salische Franken zich in de brede verlaten laagvlakte van Toxandrië hadden gevestigd begonnen zij zich daar vrij snel uit te breiden en volgde een expansie naar het zuiden langsheen de Schelde. In oostelijke richting werd de opgang van de Saliërs gestuit vanwege het Kolenwoud, dat hen scheidde van de Keltoromanen in het zuiden van het huidige België, die al eeuwen een Romaanse taal waren gaan spreken en door de Franken Wala genoemd werden (waarvan de moderne benaming Walen afgeleid is). De Franken vestigden zich nauwelijks aan de linkeroevers van de Schelde, omdat zich ook daar van Sint-Niklaas tot Torhout een ondoordringbaar woud uitstrekte, ten westen waarvan de Friezen steeds meer het gebied van de Menapiërs en Morienen bevolkten en zich met deze stammen mengden. Maar de Saliërs drongen wel langs de verlaten beemden van de Menapiërs door in de vallei van de Leie en Schelde. De weinige Belgoromaanse boeren die daar nog verbleven werden tot slavernij gebracht of omgebracht.
De Ripuarische Franken van hun kant drongen niet verder dan de vlakten van Haspengouw en lieten de Ardennen links liggen. In het westen werden de Ripuariërs gestuit door de moerassen van de Kempen, waarachter het gebied van de Saliërs begon. Ook de horden Alemannen, die het Eifeler heideland doortrokken, kwamen daar voor een muur van wouden te staan.

## Terugdringing van de Romeinse noordergrens
Toen de Salische Franken zover naar het zuiden waren doorgedrongen, dat zij bij Tornacum (Doornik) op de Romeinse troepenmacht stuitten, moest het onvermijdelijk weer tot oorlog komen. In 431 bemachtigden zij daarbij onder koning Chlodio de stad, (terwijl in het oosten de Ripuariërs de Maas overstaken). In 440 stichtten ze een koninkrijk met als centrum Doornik door met geweld de bovenvalleien van de Leie en de gouwen benoorden de Somme te veroveren, terwijl andere koningen Cameracum (Kamerijk) en de latere steden Atrecht en Térouanne innamen. In Boulogne, waar de bevolking al lang door de zeerovers geteisterd was, vestigden zij zich in groten getale tot aan de Kwinte en hun taal verdrong er het Romaans. In het noordoosten, in de Somme-vallei en in de omstreken van Kamerijk, Doornijk en Atrecht vermengden zij zich vervolgens onder de dichte bevolking van de oorspronkelijke Keltoromaanse bevolking die daar een te aanzienlijke meerderheid voor hen vormde. Omdat er geen massamigratie op gang kwam raakten deze Frankische pioniers mettertijd van hun hoofdgroep afgesneden, ondergingen de invloed van de reeds hoog gevorderde Romaanse cultuur en namen er ook die taal van aan, zoals het de Bourgondische en West-Gotische nederzettingen in het zuiden van Gallië verging.

## Terugdringing van het christendom

Machtsgebied van Syagrius. (De omvang is onzeker).

Nadat in de 5e eeuw de Romeinse legers zich uit de Lage Landen naar het zuiden hadden teruggetrokken, wist Syagrius nog enige tijd (476-486) een autonome Gallo-Romeinse staat tussen de Loire en de Somme in stand te houden, met een hoge concentratie aan Keltoromanen of geromaniseerde Keltische stammen van weleer. De door oorlog geteisterde gebieden van het noorden van de Nederlanden waren door de daar geromaniseerde Keltische bevolking verlaten en met hen verdween er ook het christendom naar het zuiden.

## Vestiging van het Frankisch Rijk
De Franken erkenden een tijdlang de rivier de Somme als zuidelijke grens van hun grondgebied. Onder Clovis vond een uitbreiding naar het zuiden plaats. In een reeks veldslagen versloeg hij het restant van het Romeinse leger in Gallië en breidde het Frankische rijk uit tot aan de Loire. Na een periode van hevige strijd vestigden de Salische Franken zich in dit gebied en mengden er zich met de daar al sinds de Romeinse tijd gekerstende bevolking. De christelijke Kerk had er zich reeds gestructureerd in bisdommen en diocesen die overeenkwamen met de voormalige civitates (de oude Keltische gouwen), die werden geleid door bisschoppen, bijgestaan door hun priesters die de diocesen voor hun rekening namen. De verfijning van hun cultuur stond in schril contrast met de ruwheid van de oorlogszuchtige Franken, al hadden die intussen met geweld hun gebied zelfs tot over de Rijn uitgebreid terwijl ze in het noorden intussen hevig tegen de Saksen tekeer gingen. Maar de belangen van de ene cultuur vulde de andere wel aan, in die zin, dat de op Romeinse leest geschoeide organisatie van het gekerstende land, met bisschoppen aan het hoofd van meerdere diocesen, voor een relatieve staatkundige orde zorgde, terwijl die bisschoppen van hun kant geen eigen verdedigingstroepen hadden om het land te beschermen.
Clovis heerste al spoedig in plaats van over enkele gouwen in Noord-Gallië, zoals zijn vader, over een rijk dat zich van Bretagne tot Wezer en Lech, van de oevers van Loire, Rhône en Donau tot de monden van de Rijn uitstrekte. Van het Oud-Gallische Parijs maakte hij zijn hoofdstad. Toen dan Chrodichildis (Clotildis), de vrouw van deze Frankische koning, zich tot dat christendom bekeerde en haar echtgenoot dit voorbeeld in 496 volgde, samen met de hele Frankische adel, betekende dit een wissel op de toekomst van beide culturen die gaandeweg met elkaar versmolten. Toen Clovis het christendom tot staatsgodsdienst van zijn grote rijk had uitgeroepen duurde het nog lange tijd eer de bevolking zich ertoe liet overhalen. Daar was heel wat missioneringswerk voor nodig, zoals dat van Sint-Amandus, die een beeldenstorm organiseerde waarbij de heidense goden (door de Romeinen Neptunus, Diana, Jupiter en Minerva genoemd) werden omvergesmeten.
In de tijd toen de Franken zich zuidwaarts hadden gekeerd, ook al omdat er interne conflicten waren ontstaan tussen hun westelijke (Neustrië) en oostelijke (Austrasië) rijksdelen, was hun aandacht voor de Friezen verslapt. In Traiectum (Utrecht), dat al in de 4e eeuw een Romeinse vesting was en in de 7e eeuw het noordelijkste punt van het Frankische Rijk, werd een tijdens de koningen (595-623) Chlotachar II en Theodebert II gevestigd kerkje aan Sint-Maarten gewijd, dat er inmiddels verwaarloosd bij stond, opnieuw opgebouwd nu het christendom zich in de 7e eeuw samen met de Frankische macht weer noordwaarts begaf. Dagobert I stond het omstreeks 630 af aan de bisschop van Keulen, waar sedert begin 6e eeuw de nieuwe godsdienst gezegevierd had. Het werd de uitvalsbasis van Willibrord, die ervoor zorgde dat het christendom zich opnieuw naar het noorden uitbreidde. Uiteindelijk werden na de Friezen ook de Saksen tot het nieuwe geloof gedwongen onder de Saksenoorlogen van Karel de Grote.